# Dicer

Dicer — рибонуклеаза из семейства РНКазы III (RNase III), которая разрезает двуцепочечные молекулы РНК и пре-микроРНК (pre-miRNA) с получением коротких двуцепочечных РНК-фрагментов, называемых малыми интерферирующими РНК (siRNA) и микроРНК (miRNA) соответственно. Данные фрагменты имеют длину приблизительно 20-25 нуклеотидов, обычно с оверхенгом в 2-3 нуклеотида на 3'-конце.

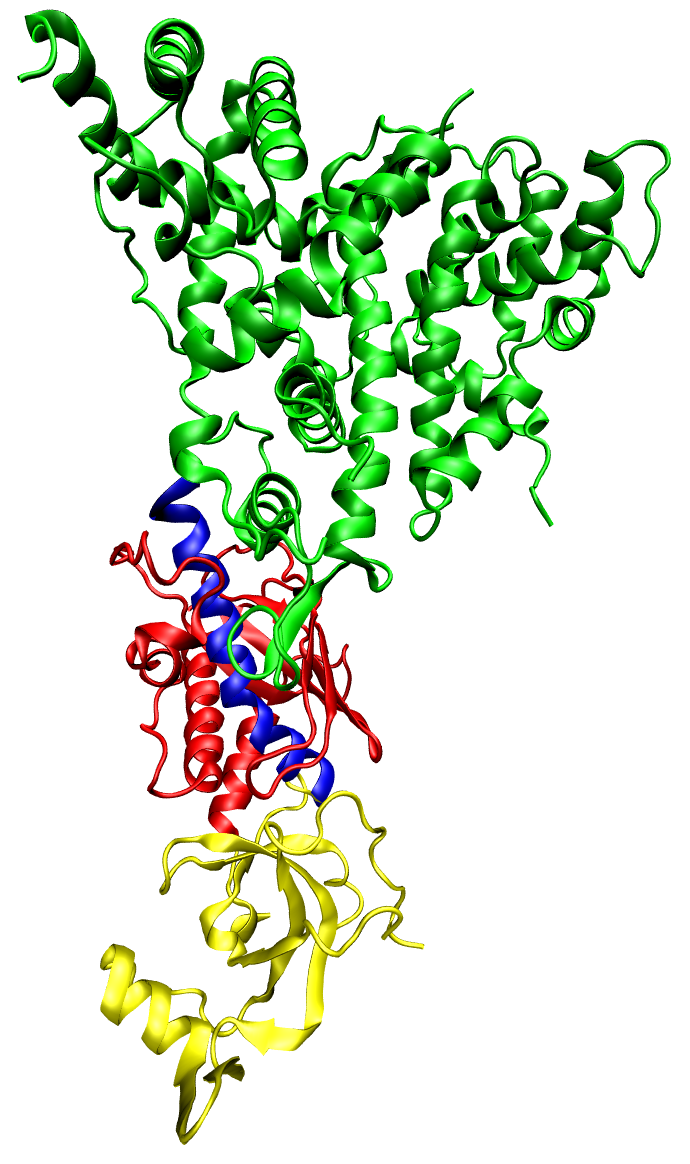
Молекула Dicer-подобного белка из Giardia intestinalis. Dicer катализирует разрезание двуцепочечной РНК (dsRNA), при этом образуются малые интерферирующие РНК (siRNA). Домены РНКазы III показаны зеленым цветом, домен PAZ — желтым, домен платформы — красным, соединительная спираль — синим. Расстояние между доменами РНКазы III и PAZ определяется длиной соединительной петли и углом её наклона, что, по-видимому, определяет длину образующихся молекул siRNA.

Dicer содержит два домена RNase III и один домен PAZ. Расстояние между этими участками в молекуле определяется длиной и углом соединяющей петли и определяет длину образующейся siRNA. Dicer катализирует первую стадию в процессе РНК-интерференции и инициирует образование RISC (RNA-induced silencing complex), каталитический компонент которого, белок Argonaute, является эндонуклеазой, деградирующей мРНК, комплементарные ведущей цепи siRNA.